# Franklinothrips
Franklinothrips (лат.) — род трипсов из семейства Aeolothripidae (Thysanoptera). Назван в честь энтомолога H. J. Franklin, специалиста по трипсам, который в 1930-х годах работал в University of Massachusetts Amherst. Включает около 20 видов.

## Распространение
Встречаются всесветно, главным образом, в тропиках.

## Описание
Мелкие насекомые (длина около 1—2 мм) с четырьмя бахромчатыми крыльями и немного сплющенным телом. Ротовой аппарат колюще-сосущего типа.
Быстро бегающих самок легко ошибочно принять за муравьев или ос-бетилид (надсемейство Chrysidoidea). В частности, африканский вид F. megalops очень близко имитирует муравьёв своим поведением и формой тела. Самцы по внешнему виду менее похожи на муравьёв. Они меньше по размеру, имеют более длинные усики и менее узкую талию.
Вид F. orizabensis не может выжить только на растительной пище. Поэтому он используется как средство борьбы с трипсами на деревьях авокадо. Вместе с F. vespiformis, он продавался в Европе как средство борьбы с трипсами в теплицах. F. vespiformis также питается клещами, нимфами видов белокрылка и личинками мух-агромизид. F. megalops был использован для борьбы с трипсами во внутренних ландшафтах.

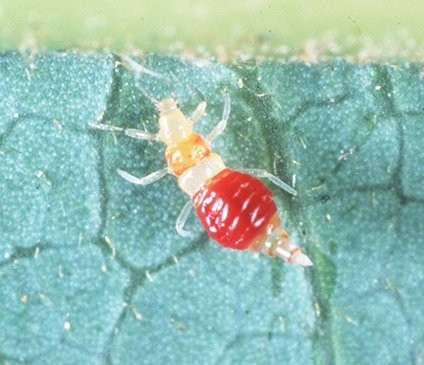
Нимфа F. vespiformis

## Классификация
Включает около 20 видов из семейства Aeolothripidae. Род был впервые описан в 1912 году.
- F. atlas Hood, 1957 — Конго, Руанда.
- F. basseti Mound & Marullo, 1998 — Австралия, Квинсленд.
- F. brunneicornis Mound & Renaud, 2005 — Новая Каледония.
- F. caballeroi Johansen, 1979 — Мексика, Коста-Рика.
- F. fulgidus Hood, 1949 — Бразилия.
- F. lineatus Hood, 1949 — Бразилия, Коста-Рика.
- F. megalops Trybom, 1912 — Африка, Испания, Израиль, Индия.
- F. occidentalis Pergande,  —
- F. orizabensis Johansen, 1974 — Мексика, южная Калифорния.
- F. rarosae Reyes, 1994 — Филиппины.
- F. strasseni Mound & Reynaud, 2005 — Непал.
- F. suzukii Okajima, 1979 — Тайвань.
- F. tani Mirab-balou & Chen, 2011 — Китай.
- F. tenuicornis Hood, 1915 — от Панамы до Бразилии.
- F. variegatus Girault, 1927 — Австралия.
- F. vespiformis (Crawford DL, 1909) — Центральная Америка. Интродуцирован во многие тропические страны, включая юг США, Япония, Новая Каледония, Австралия.